# Jan Hus (pel·lícula)
Jan Hus és una pel·lícula txecoslovaca de 1954 dirigida per Otakar Vávra. El drama històric és la primera part de la "Triologia Revolucionària hussita", completada amb Jan Žižka (1955) i Proti všem (Contra tothom, 1957).

## Argument
El text introductori de la pel·lícula explica: «L'oprimit poble txec és sotmès a precàries condicions laborals en benefici de l'opulència ascendent de l'església, l'alta aristocràcia i els mercaders alemanys. Veus que es qüestionen l'extravagància i la malversació dels lords i rics mercaders han començat a aflorar, siguent la més punyent d'elles la demanda d'una reforma de l'església, podrida pel vici i la corrupció. L'obra de Jan Hus no és més que una síntesi de totes aquestes exigències de reformes. Hus només podia confrontar-se a la repressió feudal camuflant la seva lluita en forma de desafiament religiós. Això no obstant, exigint la victòria de la veritat divina, reclamava de fet un ordre social just. La doctrina de Jan Hus es va estendre per la societat txeca formant així les bases del moviment hussita, la revolucionària lluita del qual constituïa, fins al present, la més punyent de la història de la humanitat».
Praga, 1412. L'empobrit poble bohemi és explotat per l'opulenta i corrupta església, que amb l'autorització del rei Venceslau IV ha aprobat la indulgència, amb la qual l'església ven absolucions a canvi dels béns i diners per tal de salvar els creients de l'infern.
Jan Hus, popular predicador de la capella de Betlem de Praga, condemna aquesta mesura de l'església, la qual considera una malinterpretació dels textos sagrats. Els seus crítics discursos desencadenen un conflicte amb els seguidors de l'antipapa Joan XXIII, el qual anirà escalant fins a cobrar-se les primeres víctimes -seguidors de Jan Hus executats per ordre de l'església.
Sota amenaça de guerra oberta contra Bohèmia i els seus heretges habitants, l'emperador Segimon I del Sacre Imperi Romanogermànic requereix al rei Venceslau IV que Jan Hus sigui enviat al Concili de Constança que tindrà per objectiu la reunificació de l'església i l'erradicació de tots els heretges.
Malgrat els recels inicials i l'oposició del poble, que veuen aquesta invitació com un parany de l'antipapa Joan XXIII per desfer-se del seu predicador, Hus accepta finalment fer acte de presència a Constança on, en efecte, serà empresonat a la seva arribada el 1414.
Els nobles bohemis fan arribar una notificació de protesta a l'emperador Segimon, queixant-se de no haver mantingut la seva paraula i aleshores el monarca posa en llibertat al predicador txec i l'autoritza a defensar les seves tesis al Concili. Això no obstant, l'auditori tracta a Hus d'heretge i l'obliga a retratcar-se o a morir cremat a la foguera.
Malgrat totes les pressions i insistències, Jan Hus es nega a retractar-se i és cremat viu el 6 de juliol de 1415.
La notícia de la mort de Jan Hus arriba a Praga i després que la seva darrera voluntat sigui llegida, el poble li jura fidelitat. Entre el públic s'hi troba Jan Žižka, el líder borni que jugarà un paper essencial en les guerres hussites. La pel·lícula acaba amb un primer pla de Jan Žižka (interpretat també per Zdenek Stepánek, que fa alhora de Jan Hus), que serà el protagonista en la segona part de la "Triologia Revolucionària Hussita" d'Otakar Vávra.

## Repartiment
| Actor / actriu original | Paper                  |
| ----------------------- | ---------------------- |
| Zdenek Stepánek         | Jan Hus / Jan Žižka    |
| Karel Höger             | Venceslau IV           |
| Vlasta Matulová         | Reina Sofia de Baviera |